# Сомов Костянтин Андрійович
Костянтин Андрійович Сомов  (рос. Константин Андреевич Сомов; нар. 30 листопада 1869, Санкт-Петербург — пом. 6 травня 1936, Париж) — російський художник і графік. Малював портрети, жанрові композиції, пейзажі, працював художником книги. Символіст, представник стилю «модерн», відомий картинами з куртуазними пасторально — театральними сценами, а-ля стиль «рококо». Учасник об'єднання «Світ мистецтва».

## Життєпис

### Загальна характеристика
Сомова відносять до типових представників творчого об'єднання «Світ мистецтва», що існувало в Петербурзі. Як і більшість з них, він походив з дворянської культурної родини, мав добру освіту й ерудицію, залюбки створював малюнки і картини ретроспективної тематики на теми кінця 18 — початку 19 століть. Він охоче звертався до створення натюрмортів, пейзажів, іноді змішуючи жанри (натюрморт, інтер'єр і пейзаж у відкритому вікні, натюрморт з автопортретом). Але Сомов не працював для театру, хоча поціновував його, а темами для його творів часто слугували сцена, актори театру масок, сценки з вистав тощо. Під час перебування в Москві відвідував театр МХТ, де з насолодою передивлявся вистави Чехова Антона Павловича.
Сомов поціновував свою незалежність і не бажав пов'язувати себе службою в будь-якій державній установі Російської імперії чи з працею викладача, постійно відхиляв ці пропозиції. На щастя, він таки мав статки і був дещо «недешевим» художником.
Він був аполітичним, але спостерігав за перебігом подій (революція 1905—1907, Перша світова війна) і давав досить сміливі оцінки керманичам, досить ворожо ставився до царя Миколи ІІ, кепкував з його «примітивної культури». Свого негативного ставлення до царської родини не змінив й після 1917 року.
Важливою складовою творчості художника були портрети, особливо портрети графічні, що стали важливими документами доби. Хоча художник неохоче брався за створення портретів на замову, віддаючи перевагу портретам своїх близьких чи родичів, людей з близького оточення, яких поважав і добре знав. Сомов один з небагатьох, що поціновував порцеляну й готував проєкти для дрібної пластики в порцеляні. А графічні твори майстра стали в рівень з його творами олійними фарбами, не поступаючись останнім в значних мистецьких якостях.
При цьому Сомов не сприймав тогочасну реальність, відштовхуючи від себе і своєї творчості паростки доби, залишаючись у межах дворянської культури та її ретроспекцій. Це спричинило негативні оцінки творчості художника з боку критика В. В. Стасова й І. Ю. Рєпіна, в якого недовго навчався Сомов. Серед тих хто писав про Сомова:
- Стасов Володимир Васильович
- Бенуа Олександр Миколайович
- Грабар Ігор Емануїлович
- Брайкевич Михайло Васильович
- Яремич Степан Петрович
- Дмітрієв Володимир Володимирович
- Кузмін Михайло Олексійович
- Ернст Сергій Ростиславович
- Еттінгер Павло Давидович
- Асаф'єв Борис Володимирович та інші.

Костянтин Сомов читав на п'яти мовах. А і віці 62 роки почав вивчати ще й іспанську.

### Родина
Походив з культурної дворянської родини. Батько, А. І. Сомов, викладав фізику і математику, переклав російською мовою роботу Галілея «Бесіди і докази відносно законів руху», пізніше — музейний працівник Імператорського Ермітажу, який опікувався Картинною галереєю і створив її науковий каталог. Колекціонував твори мистецтва.
Мати Костянтина Сомова, Надія Костянтинівна, походила з дворянського роду Лобанових, відрізнялася веселою та легкою вдачею.
Мати займалася дітьми, Олександром (1867), Костянтином та Анною (1873). З Анною склалися настільки добрі стосунки, що їх перервала лише смерть митця, незважаючи на територіальну віддаленість і його еміграцію у Францію. Майже кожні три дні Сомов писав сестрі листи з Франції.
Своєї сім'ї не мав.

### Навчання
В 1879 році в Санкт-Петербурзі Костянтин вступає в німецьку гімназію Карла Мая. Саме тут він познайомиться з Олександром Бенуа. Навчання не закінчив.
У 1888 році Сомов поступив в Петербурзьку Академію Мистецтв.
З 1894 року займався в майстерні Рєпіна Іллі Юхимовича. У 1894 р. відвідав Італію.
У 1895 році Сомов бере участь в першій знаковій виставці «Blanc et Noir» («Біле і чорне»). Два етюди були придбані С.Дягілєвим.
Разом з Бенуа і Бакстом не закінчив академічного курсу, оскільки вважав офіційний академізм і реалізм передвижників нудними і застарілими. Навчання вирішили продовжити в Парижі.
У 1897—1898 році художник вчився в Академії Коларосі в Парижі.

## Початок творчості
Сам художник відносився до себе дуже критично і не вірив у свій талант, про що свідчать його щоденники. Хоча малював він з дитинства, але довго не міг знайти свій власний стиль.
Літо 1896 років Сомов і Бенуа провели на дачі під Оранієнбаумом, в селі Мартишкіно. Саме там, за свідченням Бенуа, Сомов почав створювати
|  | Забавні історичні сюжетики сентиментально-мрійливого відтінку, завдяки яким він потім всього більш прославився у широкої публіки, завдяки яким виробилося якесь уявлення про "сомовський жанр" |

У 1898 році Сомов стає одним із засновників художнього об'єднання «Світ мистецтва».
У 1903 році в Санкт-Петербурзі пройшла його перша персональна виставка, на якій Сомов представив 162 роботи.
У 1907 році у Німеччині виходить антологія французької еротичної літератури 18 століття «Книга маркізи», до якої Сомов створив графічні ілюстрації.
З 1913 р. — обраний членом Академії мистецтв.
Декілька разів відвідав Німеччину, США, Францію, як з метою знайомства з європейським та французьким мистецтвом, так і для лікування. Серед майстрів, яких особливо полюбляв — Ватто, Шарден, Жан-Оноре Фрагонар, Дега. Французький імпресіонізм знав, але залишився прихильником реалізму, нехай і в ретроспективному відтворенні. Новітні течії мистецтва Франції першої третини 20 століття не мали впливу на твори Сомова ні в молоді роки, ні в еміграції.

### Період 1917—1923рр.
У 1917 році після Лютневих подій К.Сомов робить у своєму щоденнику такий запис:
|  | Вийшли “Ізвєстія”. Мабуть, династія впала і регентства ніякого не буде <.> Багато хуліганів озброєних, подекуди стріляють, величезні хвости на Англійському за цукром. Їдуть авто з червоними прапорами, в них обірвані люди і наполовину солдати. Натовп благодушно налагоджений, але думаю, буде різанина |

Після більшовицького перевороту працював художнім консультантом Державного Фарфорового Заводу (в даний час ІФЗ).
В 1918 році «Книга маркізи» з ілюстраціями Сомова виходить в Росії.
У 1919 році в Третьяковці прошла його персональна виставка.
Костянтин Сомов шість років прожив при режимі більшовиків. У нього забрали усі гроші в банку, але він, як авторитетний художник, отримав охоронну грамоту на своє житло, колекції антикварних меблів, картини і збірку малюнків старих майстрів.
Серед небагатьох митців, що перебували в Петрограді, Сомов відзначив Бориса Кустодієва. Прикутий до ліжка художник-інвалід викликав співчуття Сомова. Той ходив до нього у гості, носив книжки, спілкувався.

### Початок еміграції

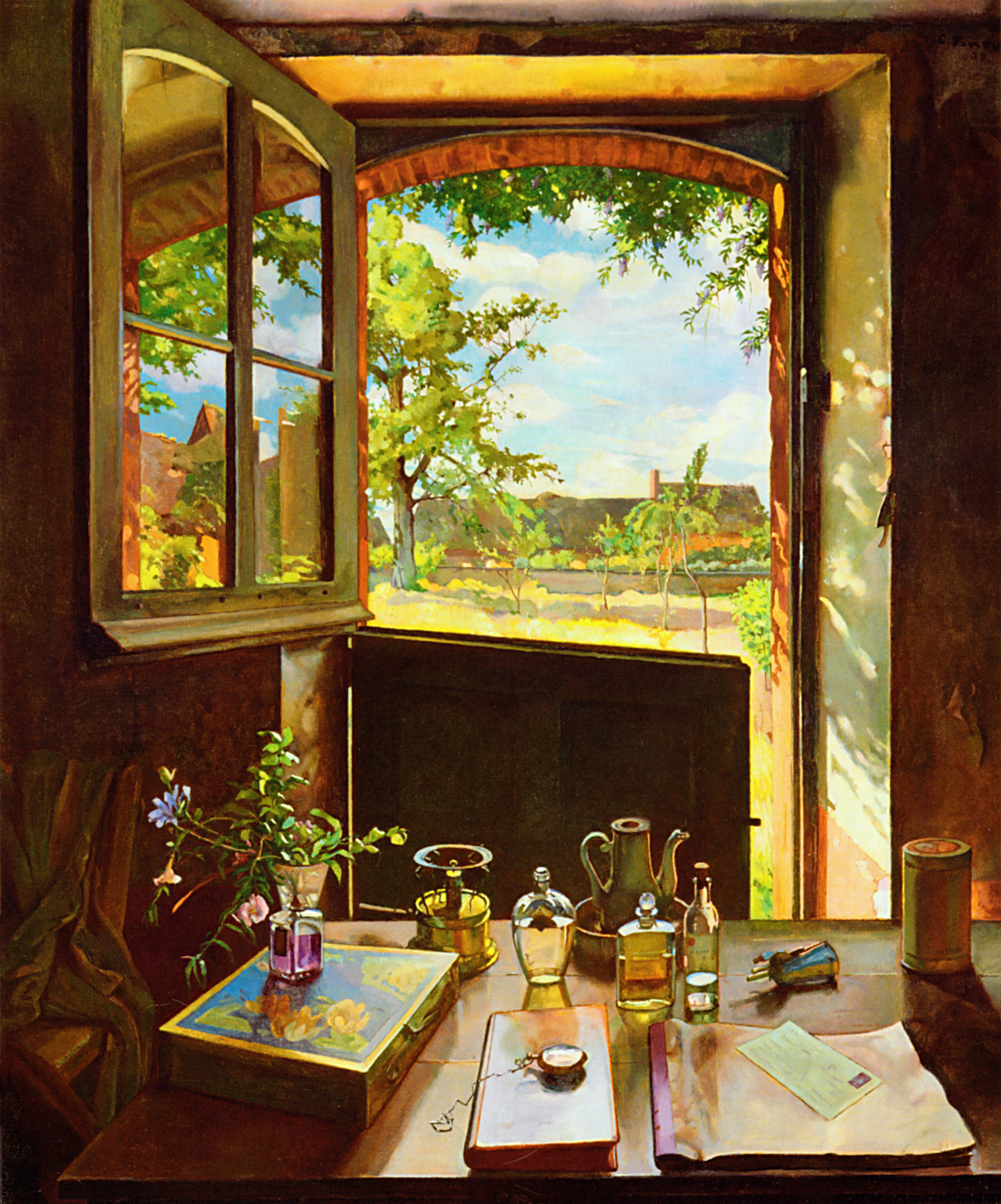
Двері в садок

У 1923 р. Сомов відбув у закордонне відрядження разом з Грабарем І. Е., обидва супроводжували Російську виставку у США. Сомов став головою виставкового комітету в Нью-Йорку після від'їзду Грабаря. Мета виставки — продати частку творів у США заради матеріальної підтримки російських художників, що залишилися у СРСР. Мета була досягнута частково і не через діяльність Сомова, бо США йшли до економічної депресії. Зустріч з родичами Сомовими за кордоном, з родиною Рахманінових, з Метрополітен-музеєм пожвавила життя художника, наново пов'язала з тутешнім оточенням. Він повернувся у Париж, де зустрів низку старих знайомих-емігрантів, звичних шанувальників і меценатів і залишився там назавжди. Серед паризьких знайомих Сомова в цей час — родина Шухових, Г. Гіршман, В. Нувель, баронеса Нольде, у французькій садибі останньої поблизу містечка Ле-Манс художник працював, користувався російською бібліотекою Нольде. Єлизавета Поляк стала добрим другом старому митцю, дарувала книги, узяла на себе частку домашніх справ художника.
Так почалася його еміграція.

### Сомов і християнство
Сомов не писав релігійних картин, бо занадто полюбляв життя, вільний час, тимчасові насолоди. Якось у спілкуванні з Джойсом-молодшим, сином письменника, проговорив до третьої години ночі. Мова йшла про добро в житті, несподівано широко розкривши ерудицію художника і сміливість його висновків. Сомов стверджував, що Біблія та Євангеліє — надзвичайні книги, але тільки легенди і казки, і що Месія не тільки Христос, а подібні були і до, і після нього. І в житті людства Христос зіграв значно меншу роль, ніж думає більшість. Адже і без Месії в людині закладене утаємничене і непізнане прагнення доброти, нехай і не у всіх, але ж як сильно.
Але критичні висновки Сомова ніяк не переходили у ворожнечу до церкви чи до закликів ламати храми, руйнувати монастирі, стріляти священників, як це робили більшовики.

### Смерть
Помер в Парижі на 69 році життя. Похований на цвинтарі Сент-Женев'єв-де-Буа.

## Особисте життя

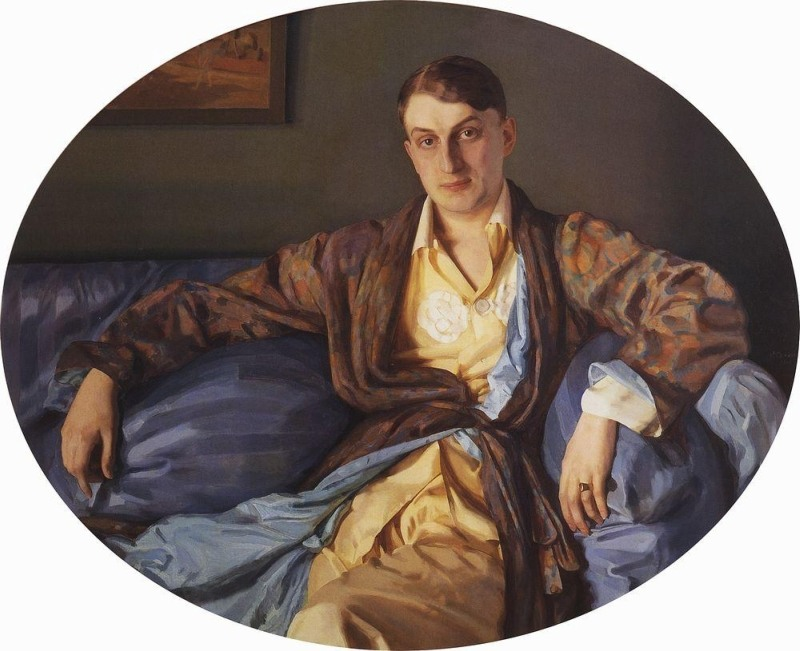
Мефодій Георгійович Лук'янов (1892—1932)

### Сексуальна орієнтація
Костянтин Сомов був геєм. Він не обтяжувався власною сексуальною орієнтацією, був нею дуже задоволений. Також мав невелику кількість коханок-жінок, у якості експерименту. Його щоденник містить свідчення впливу орієнтації на його мистецтво. На еміграції він мав тривалі стосунки з Мефодієм Лук'яновим, з яким він возз'єднався у Франції у середині 1920-х років, а згодом з Борисом Снєжковським. Паралельно він мав багато інших коханців, переважно платних. Регулярно відвідував гомосексуальні борделі, у Парижі та Нью-Йорку навідувався до громадських чоловічих вбиралень заради сексуальних зносин з іншими чоловіками. Одним з його коханців був його рідний племінник Євгеній Михайлов (1897—1975).

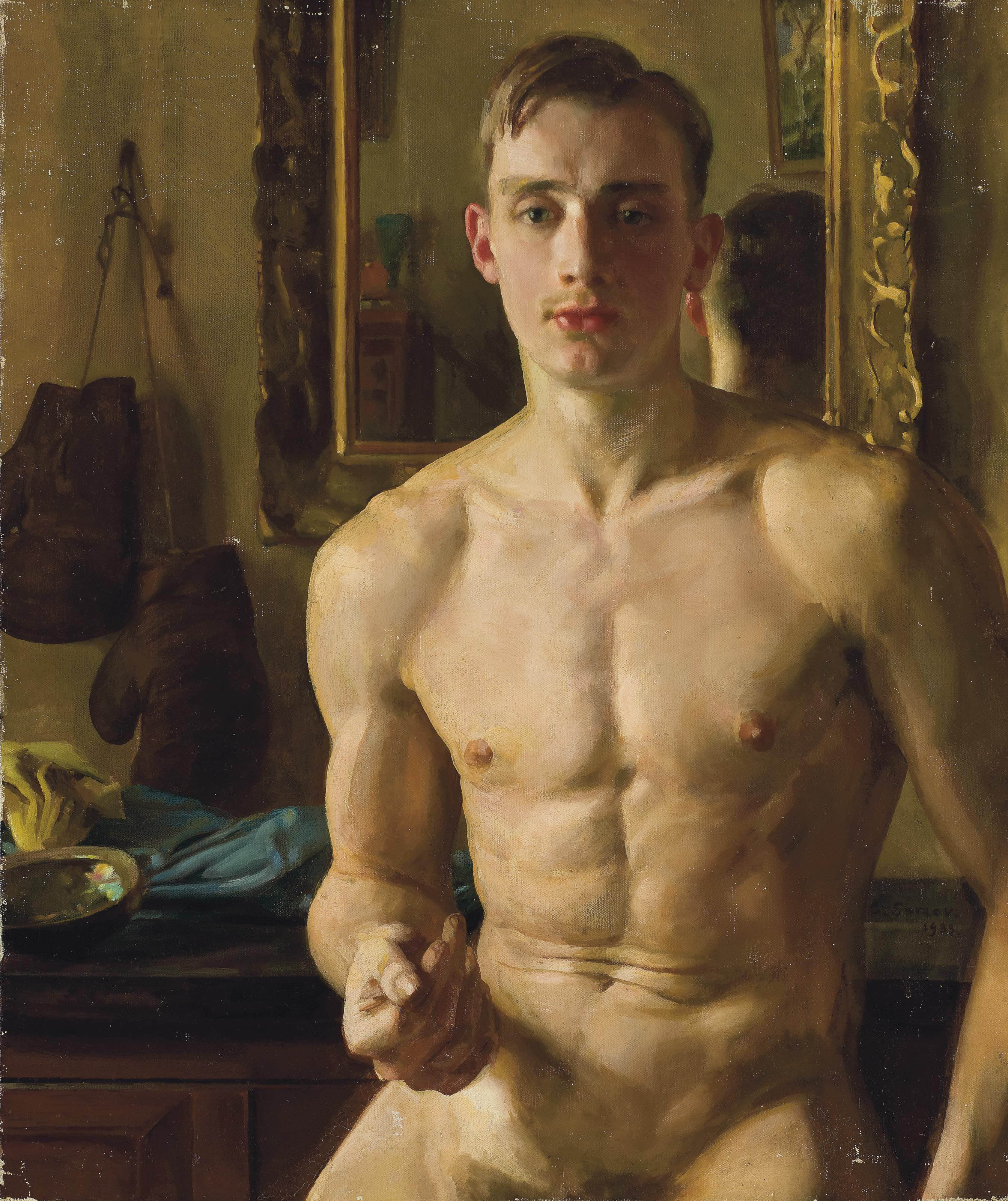
Боксер (Портрет Снєжковського), 1933
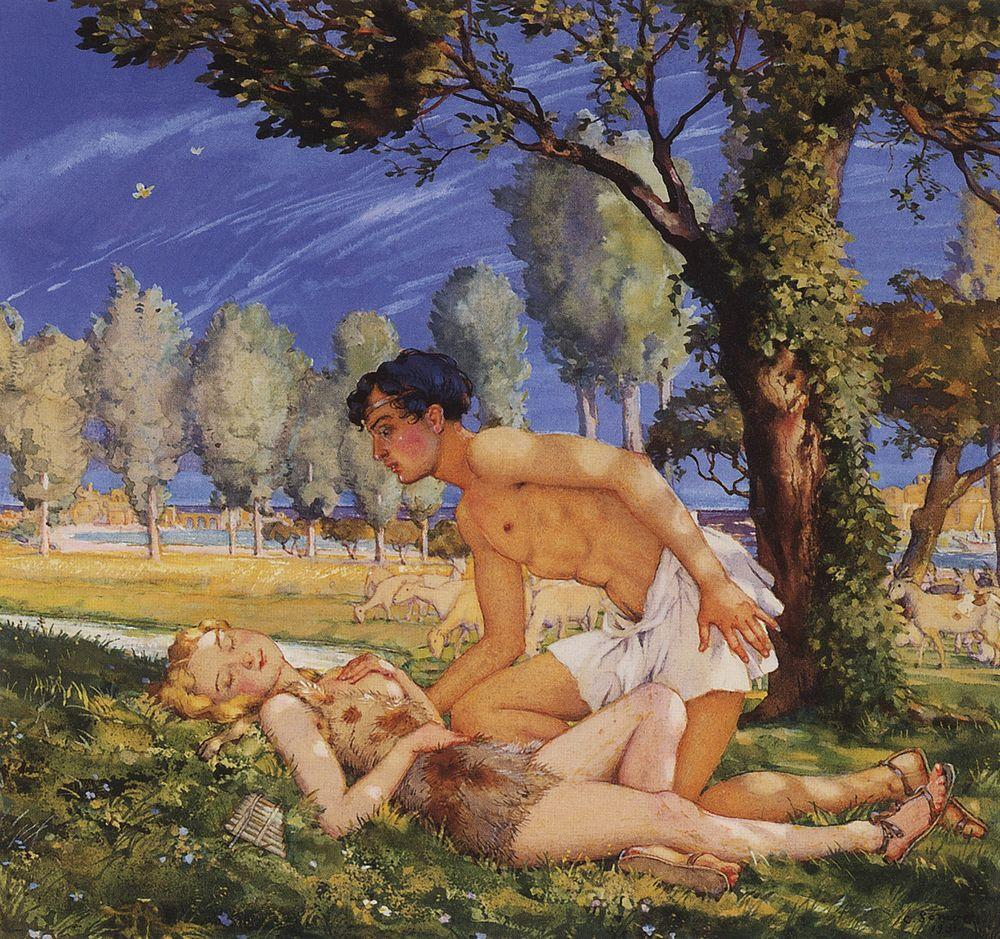
Ілюстрація до «Дафніса і Хлої» (модель — Снєжковський), 1930
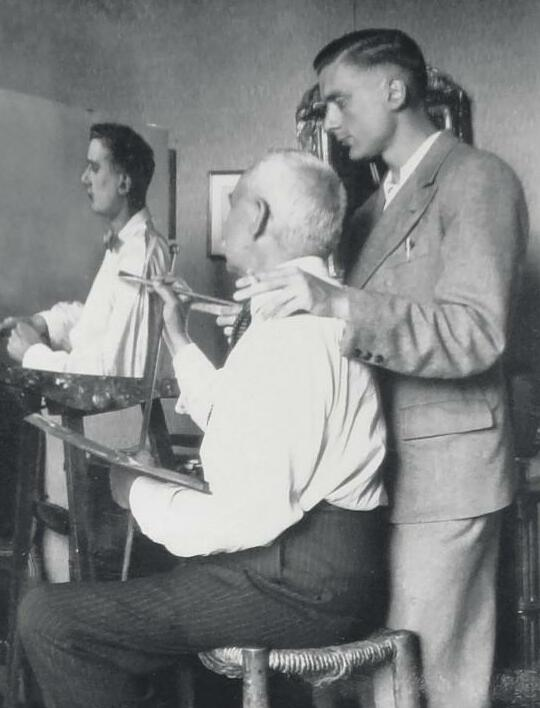
Сомов і Снежковскій в 1934
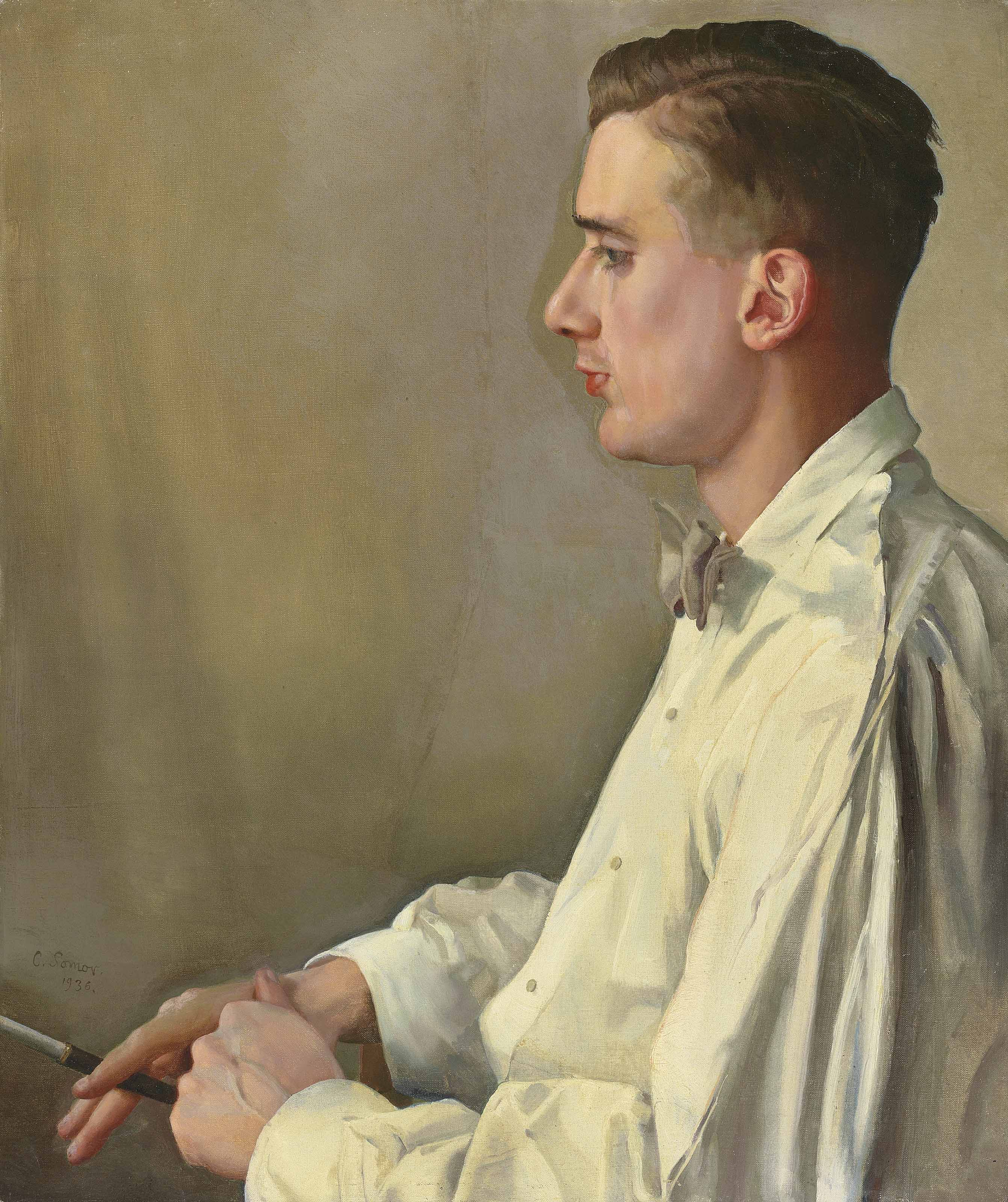
Боріс Снежковскій, 1934
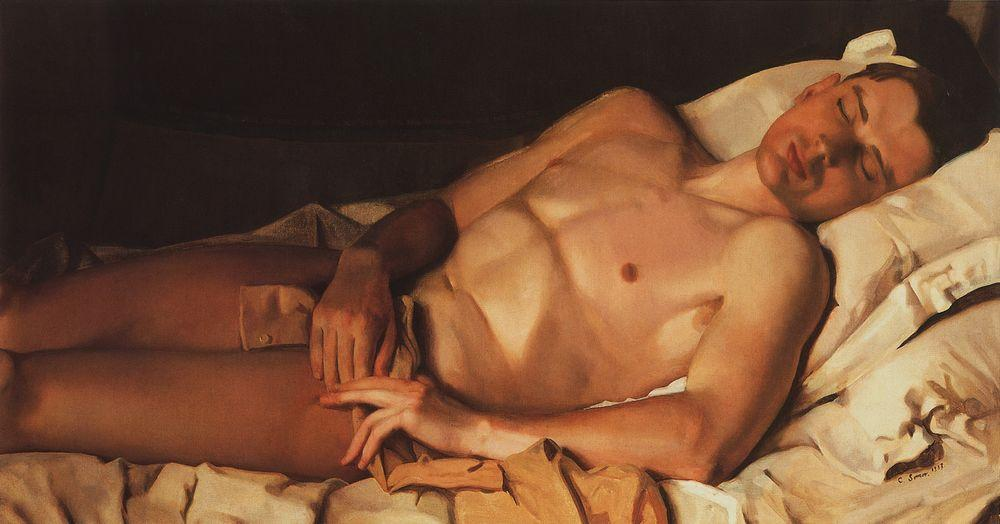
Оголений юнак (Снєжковський), 1937

## Архів Сомова
Спадкоємцем архіву листів художника став його коханець останніх років Борис Снежковський.

Велика частина архіву розпорошена.

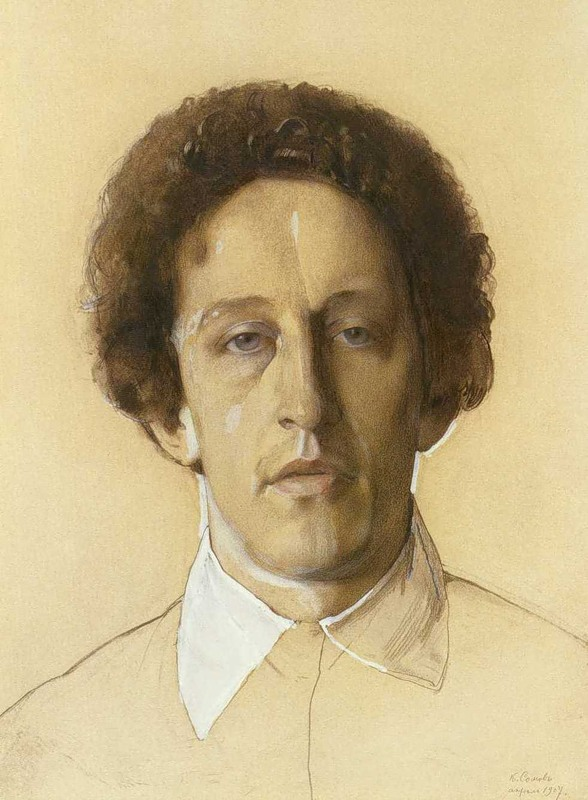
Поет Олександр Блок

Художник роками листувався з відомими особами доби. Серед знайомих Сомова —
- Анна Ахматова
- Блок Олександр Олександрович
- Бальмонт Костянтин Дмитрович
- Сологуб Федір Кузьмич

та інші.
Він до смерті вів особистий щоденник. Частка його архіву зберігається в Державному Російському музеї, бо сестра художника (Сомова-Михайлова)- залишилась в СРСР і листувалася з братом майже до його смерті у 1939 р. Частка документів придбана музеєм з інших джерел. Частку щоденників художника та архіву митця французького періоду музею переслав Брайкевич Михайло Васильович з Лондону. Записи в щоденниках та листах дають можливість відслідкувати шляхи творів митця, їх долю (провенанс). Адже Сомов (на щастя для мистецтвознавців) фіксував, кому і коли продавав свої твори.

## Персональні виставки
- 1-ша персональна виставка створена Грабарем І. Е.
- Виставка в Лондоні
- Ювілейна виставка з нагоди 100-річчя художника, 1969 р. Ленінград.

## Вибрані твори
- Портрет сестри, 1892 р.
- Мати художника, 1895 р.

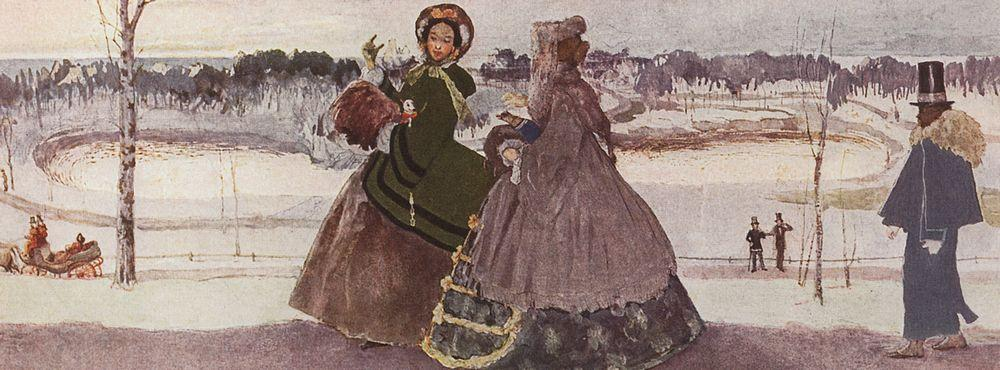
Сомов Костянтин Андрійович (1869—1936). «Прогулянка взимку», 1896 р.

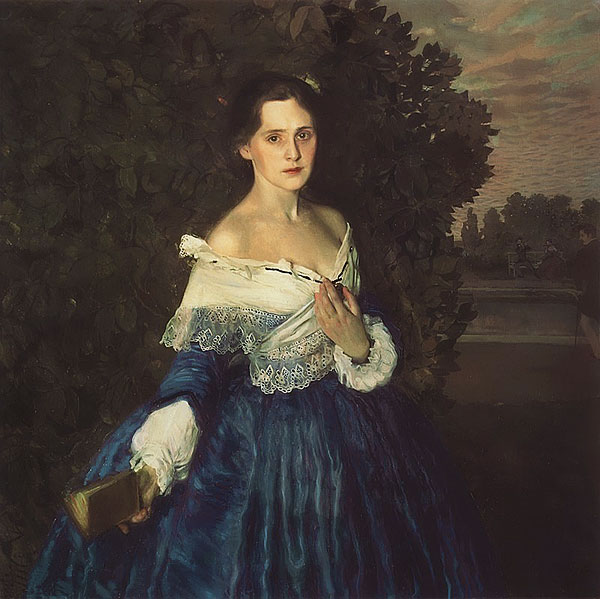
Художниця Мартинова (Пані в блакитному (Сомов)

- Вечірній пейзаж. Мартишкіно, 1896 р. Російський музей
- Анна Карлівна Бенуа, дружина О. М. Бенуа. 1896 р.
- Альтанка, 1897 р.
- Портрет Сомова Андрія Івановича, батька художника, 1897 р.
- Портрет сестри, овал, 1897 р.
- Версальський парк взимку, 1899 р.
- Автопортрет, 1899 р.
- Вечірні тіні, 1900 р.
- Пані в блакитному (художниця Мартинова),1900 р.
- Художниця А. П. Остроумова, 1901 р.
- Алушта, 1901 р.
- Вечір(сценка в парку 18 століття),1902 р.
- Відлуння минулого часу, 1903 р.

- Фейєрверк, 1904 р.
- Закохані, порцеляна, 1905 р.
- Оголена, ескіз для порцеляни.
- Фейєрверк, різні варіанти
- Костер, варіанти
- Поет Олександр Блок, 1907 р.

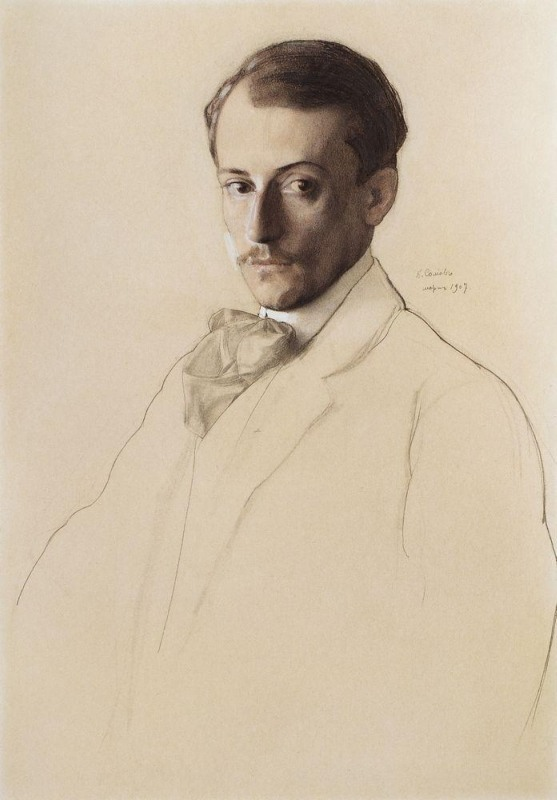
Лансере Євген Євгенович

- Художник Лансере Євген Євгенович, 1907 р.
- Поет Михайло Кузмін, 1909 р.
- Арлекін і Смерть, 1907 р.
- Обсміяний поцілунок, 1908 р.
- Автопортрет, 1909 р, Третьяковська галерея
- Художник Добужинський Мстислав Валеріанович, 1910 р.
- Веселка, Одеський художній музей
- Портрет Носової, 1910 р.
- Портрет В. Нувеля, 1914 р.
- Гіршман Генрієта Леопольдівна (у повний зріст), 1911 р.
- Портрет Носової, 1911 р.
- Літній ранок, 1920 р.
- Автопортрет, 1928, Музей Ашмола, Оксфорд, Англія
- Жадібна мавпа, 1929 р.

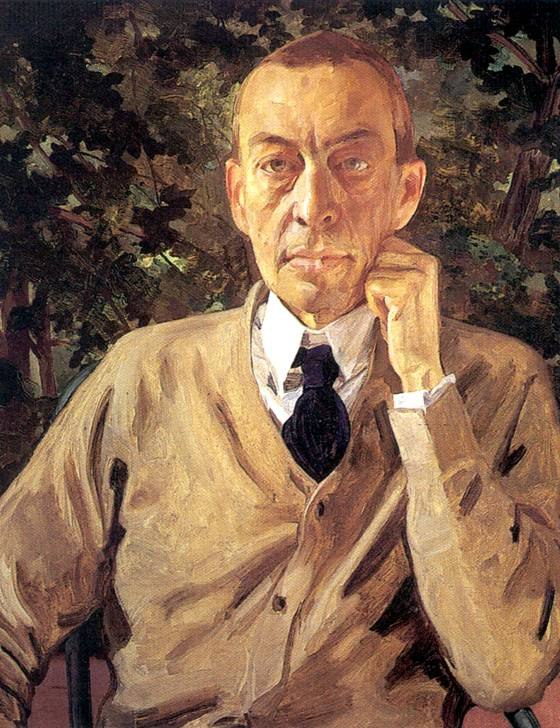
Композитор Рахманінов С. В., 1925 р, у віці 50 р.

- Рахманінов Сергій Васильович, 1925 р., Російський музей
- Портрет-афіша «Рахманінов С. В.» для рояльної фірми «Стейнвей»
- Пейзаж в Нормандії, 1929 р.
- Російський балет, 1930 р.
- Інтер'єр
- Портрет Т. Брайкевич, 1931 р.
- Портрет Б. Снежковського, 1934 р.
- Автопортрет з натюрмортом, 1934 р.
- Натюрморт біля вікна, 1934 р.
- Портрет Розаріо Зубової, 1939 р.

## Обрані твори (галерея)

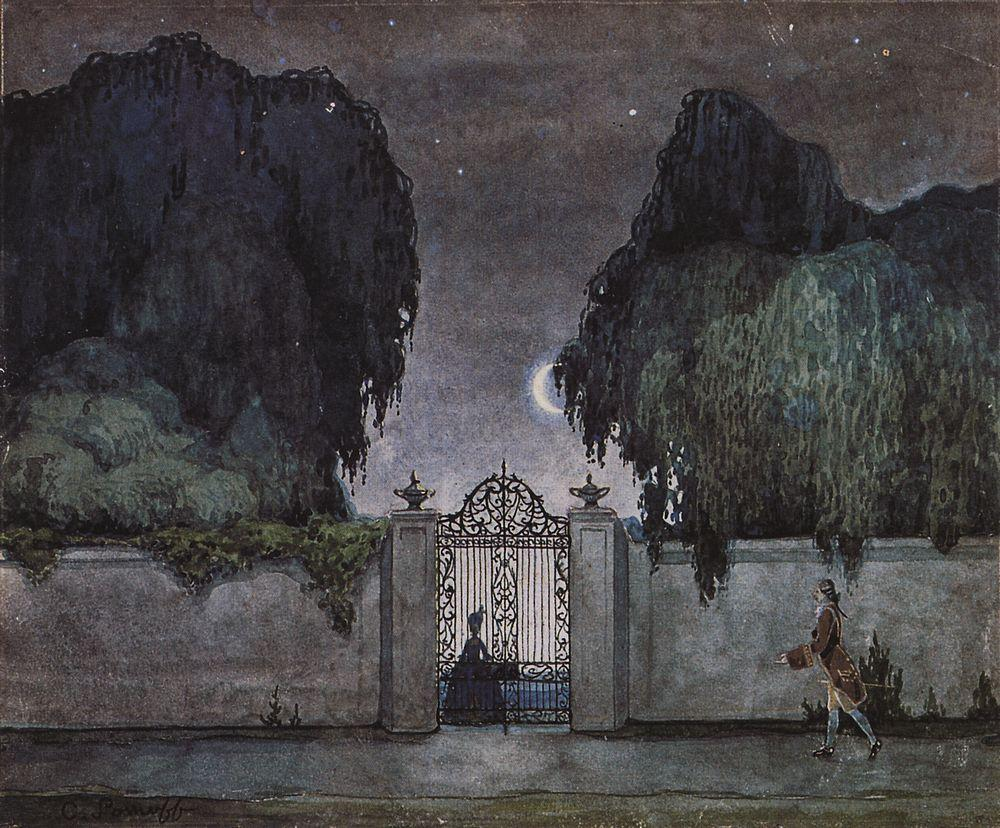
Сомов К. А. «Побачення надвечір», бл. 1920 року.

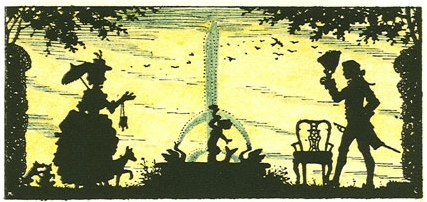
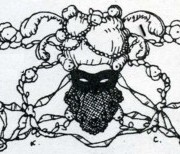
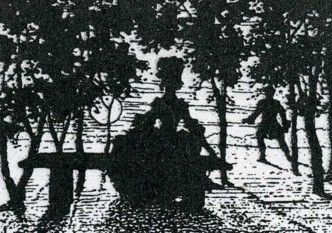
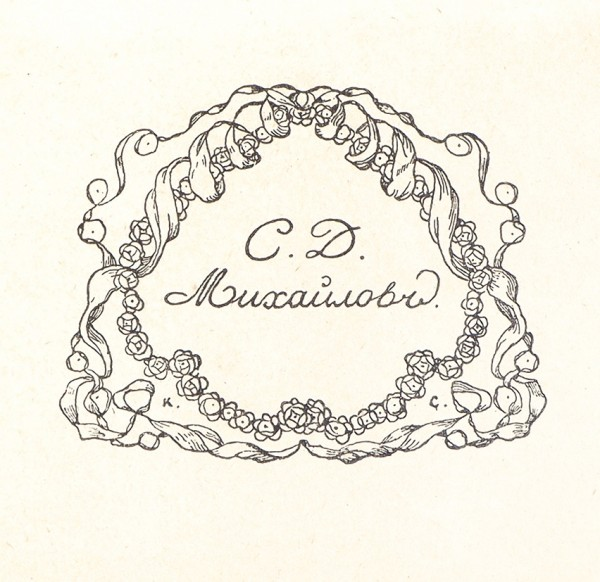
Сомов К.А. Екслібрис Михайлова С.Д., 1901 р.
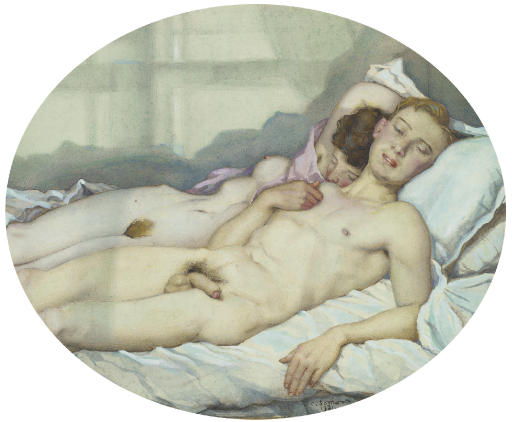
Закохані, 1931
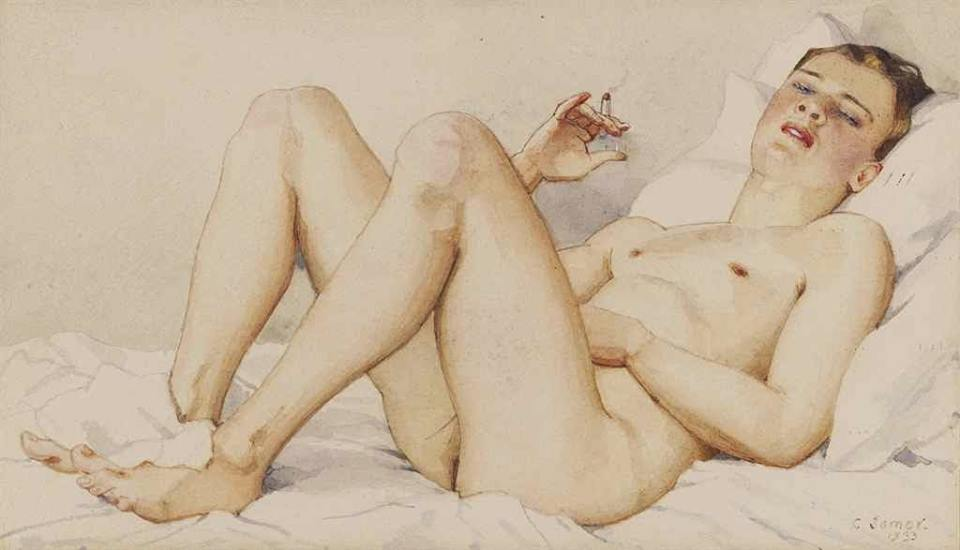
Оголений з сигарою, 1933
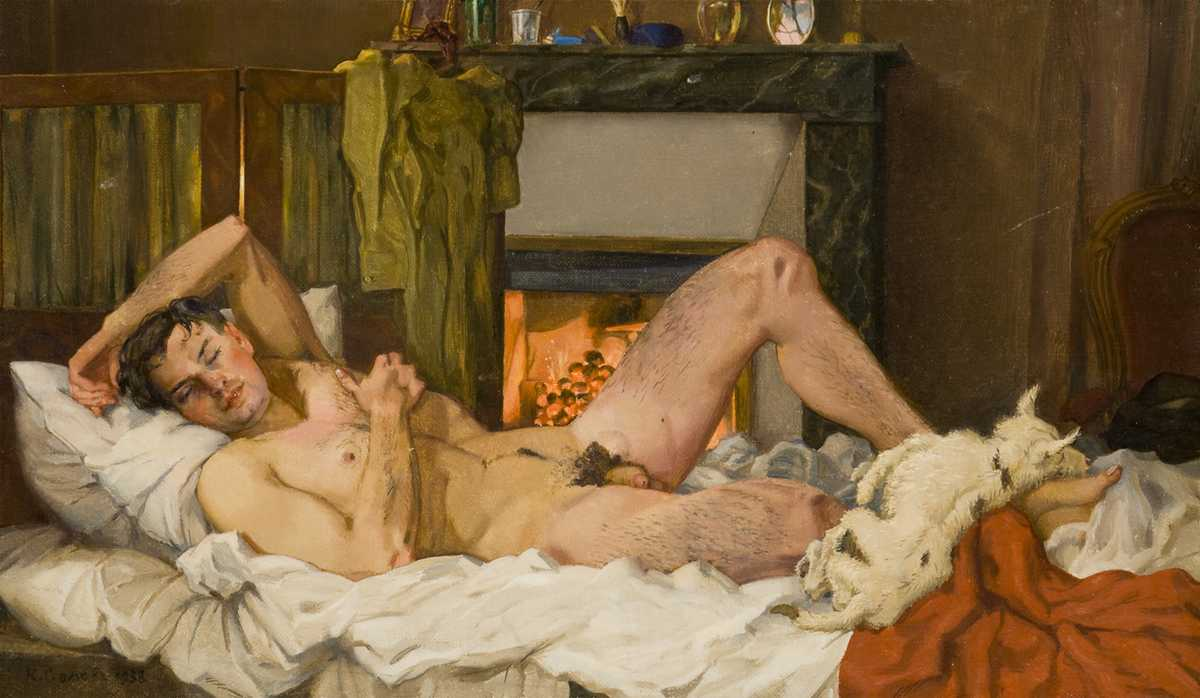
Голий чоловік лежить, 1938
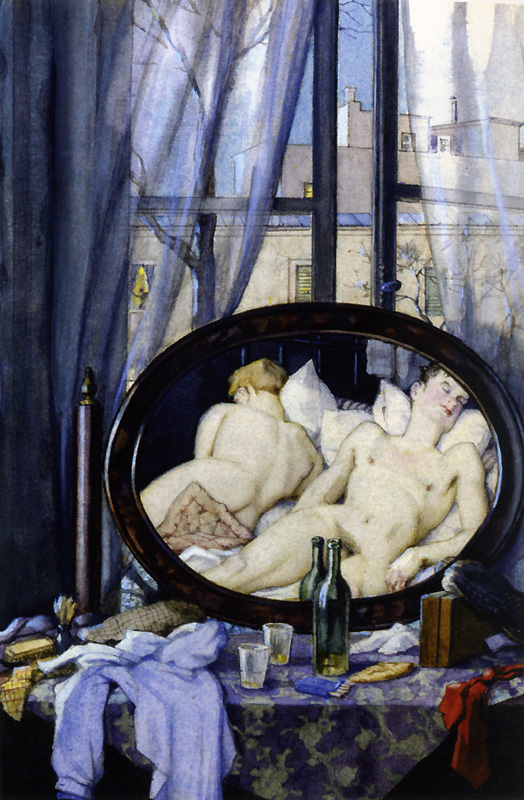
Коханці

### Ілюстрації для Le Livre de la Marquise

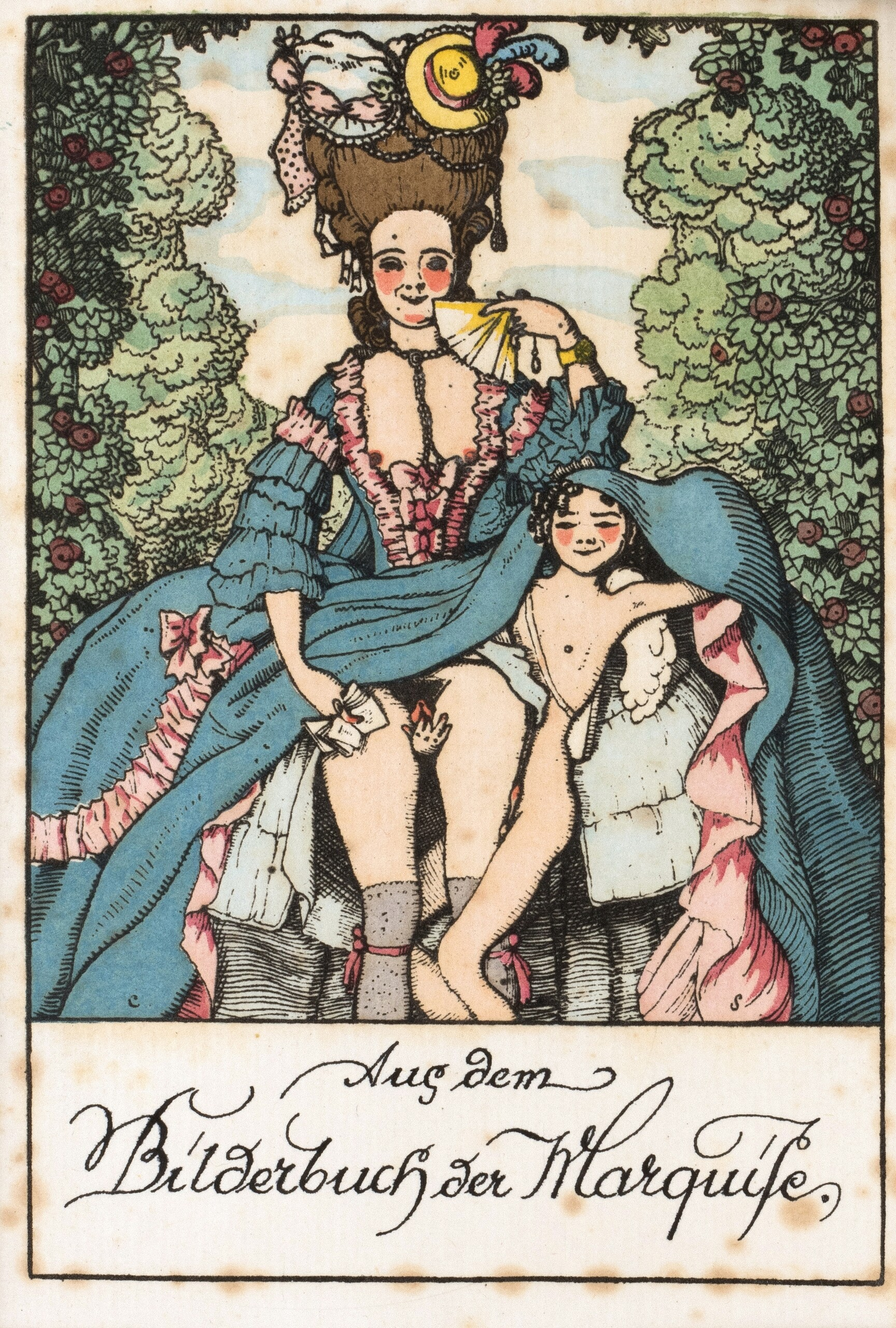
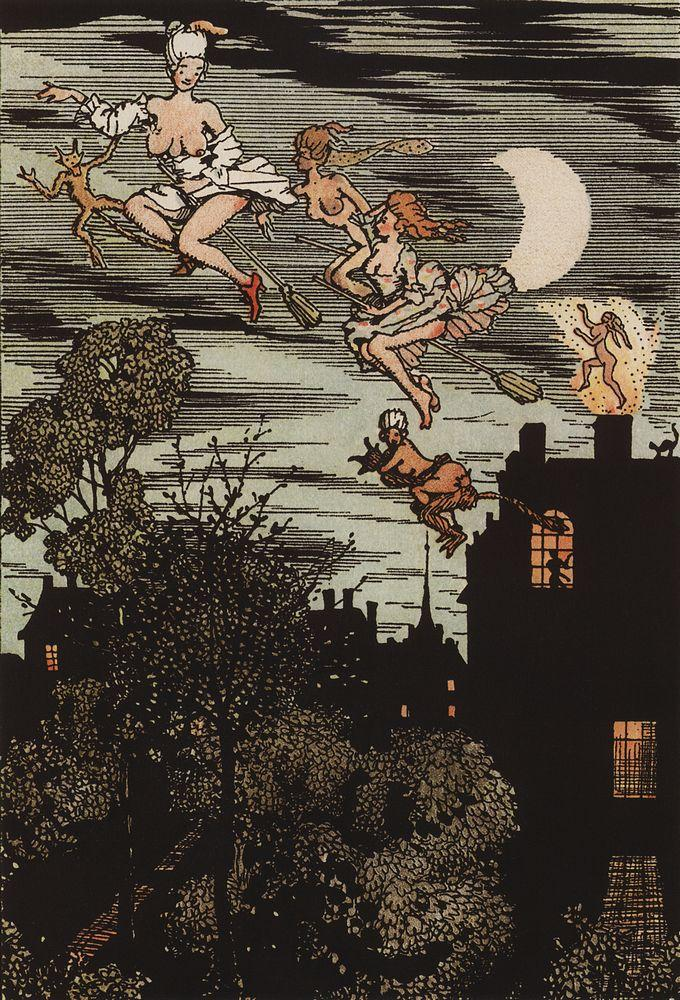
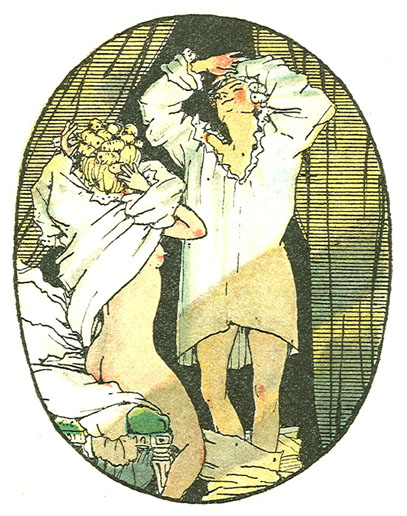
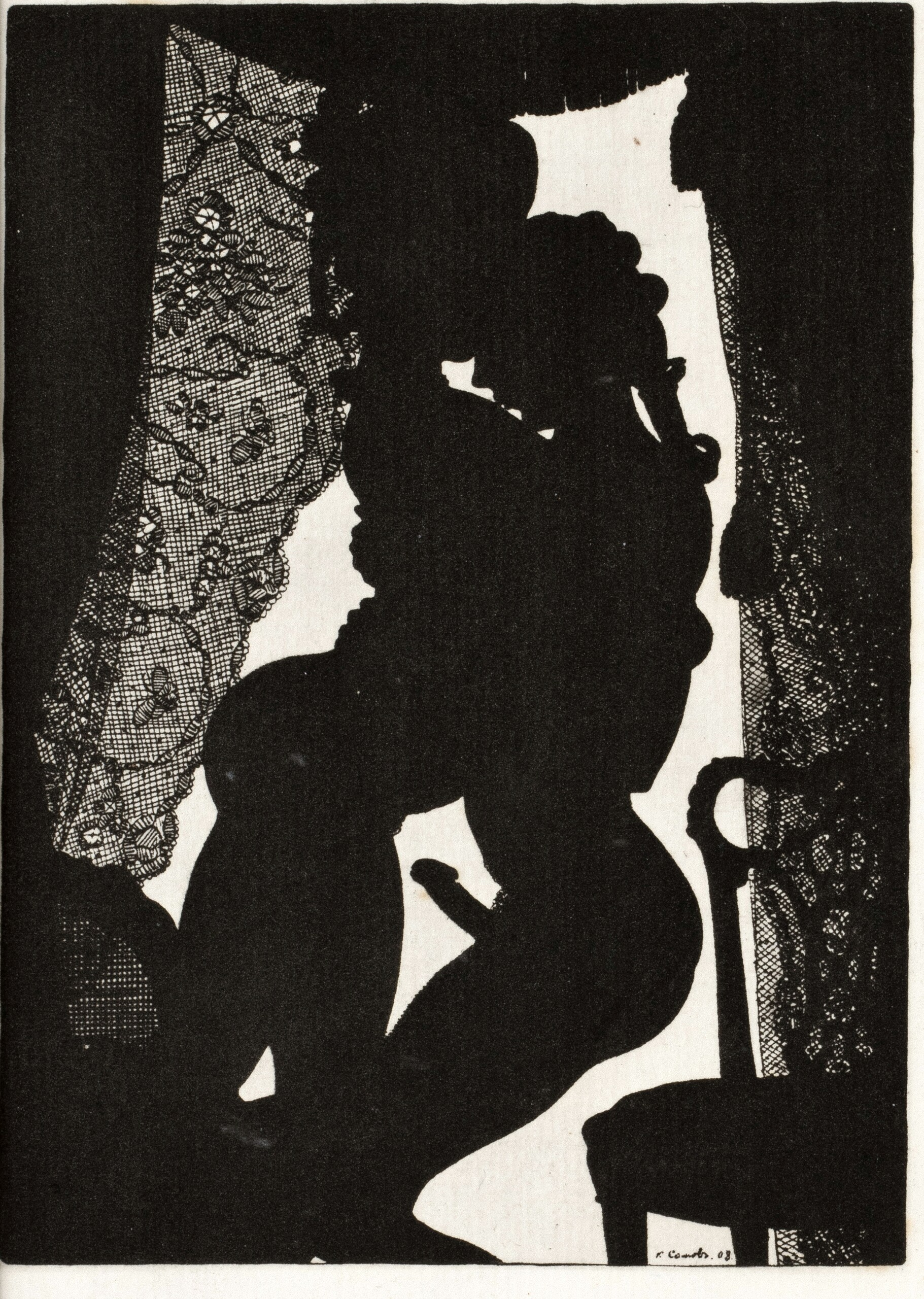
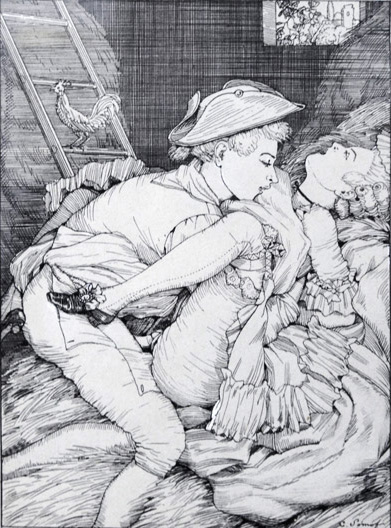

## Ушанування пам'яті
- 2017 року в Москві відбулась презентація першого тому «Константин Сомов. Дневник. 1917—1923». Книга містить розпорядок дня художника, події з життя і його думки у період від початку Лютневої революції до еміграції 1923 року. Упорядник — мистецтвознавець Павло Голубєв[10].
- З 6 вересня до 27 жовтня 2019 року з нагоди 150-річчя від дня народження Костянтина Сомова в Одеському художньому музеї проходила виставка «Константин Сомов. Без цензури». На ній було представлено твори майстра, що зберігаються у фондах художніх музеїв України. Серед експонатів — рідкісні еротичні малюнки до збірки «Книги маркізи» (XVIII ст.)[11].